# Magomed Ruslanowitsch Jakujew
Magomed Ruslanowitsch Jakujew (russisch Магомед Русланович Якуев; * 7. Juni 2004 in Atschchoi-Martan) ist ein russischer Fußballspieler.

## Karriere
Jakujew begann seine Karriere bei Achmat Grosny. Im Oktober 2022 debütierte er gegen den FK Orenburg für die Profis von Achmat im russischen Cup. Im Mai 2023 folgte dann gegen Torpedo Moskau auch sein Debüt in der Premjer-Liga. Bis zum Ende der Saison 2022/23 absolvierte er zwei Spiele für Grosny im Oberhaus. In der Saison 2023/24 kam Jakujew zu einem Einsatz in der Premjer-Liga.